# Adam Koperkiewicz
Adam Koperkiewicz (ur. 3 czerwca 1946 w Legionowie) – polski historyk, pedagog i muzealnik. Dyrektor Muzeum Gdańska (1989–2015).

## Życiorys
Absolwent historii w Wyższej Szkole Pedagogicznej w Gdańsku (obecnie Uniwersytet Gdański). Po ukończeniu studiów w 1967 pracował jako nauczyciel w szkołach podstawowych. W 1977 rozpoczął pracę w Narodowym Muzeum Morskim, gdzie był kierownikiem Działu Historii Żeglugi Handlu Morskiego. W 1989 został mianowany na stanowisko dyrektora Muzeum Gdańska, które pełnił do przejścia na emeryturę w 2015. W latach 2017–2024 był doradcą dyrektora Muzeum II Wojny Światowej w Gdańsku.
Jako dyrektor Muzeum Gdańska znacznie rozbudował instytucję tworząc tzw. muzeum wielooddziałowe. Instytucja ta pod jego dyrekcją stała się reprezentacyjną instytucją kulturalną Gdańska. Doprowadził do otwarcia oddziałów: Dworu Artusa, Domu Uphagena, Muzeum Zegarów Wieżowych i Muzeum Bursztynu. Jest autorem i współautorem wielu wystaw w kraju i za granicą.

## Ordery i odznaczenia
- Krzyż Kawalerski Orderu Odrodzenia Polski
- Złoty Krzyż Zasługi
- Srebrny Krzyż Zasługi
- Brązowy Medal „Zasłużony Kulturze Gloria Artis” (26 października 2005)[5]
- Medal św. Wojciecha (2009)[6]
- Złota Odznaka „Za Opiekę nad Zabytkami”
- Odznaka „Za Zasługi dla Związku Kombatantów RP i Byłych Więźniów Politycznych”
- Krzyż Oficerski Orderu Sztuki i Literatury (Francja, 2019)[7]
- Krzyż Kawalerski Narodowego Orderu Zasługi (Francja, 2012)
- Krzyż Oficerski Orderu Krzyża Ziemi Maryjnej (Estonia, 2014)[8]

## Nagrody
- Nagroda Prezydenta Miasta Gdańska w Dziedzinie Kultury za organizację wystawy „Gdańsk dla Rzeczypospolitej” (1999)[9]
- Nagroda Miasta Gdańska w Dziedzinie Kultury „Splendor Gedanensis” (za 2004)[10]
- Nagroda Prezydenta Miasta Gdańska w Dziedzinie Kultury z okazji jubileuszu 20-lecia tworzenia sukcesu Muzeum Historycznego Miasta Gdańska (2009)[9]
- Nagroda Prezydenta Miasta Gdańska w Dziedzinie Kultury z okazji jubileuszu 40-lecia Muzeum Historycznego Miasta Gdańska (2010)[9]